# Albina Africano
Albina Faria de Assis Pereira Africano, mais conhecida como Albina Assis ou Albina Africano (Luanda, 3 de junho de 1945), é uma química e política angolana.
Ocupou vários cargos no setor público angolano, incluindo Ministra do Petróleo (1999-2000/2002) e Indústria (2000), Assessora Especial da Presidência para os Assuntos Regionais (2018-presente) e Presidente do Conselho de Administração (PCA) da Sonangol (1992-1999).

## Biografia
Albina Faria de Assis Pereira Africano nasceu em 3 de junho de 1945, em Luanda, à época ainda capital da África Ocidental Portuguesa. Se formou no ensino técnico-secundário no Instituto Industrial de Luanda, em 1967.

### Percurso acadêmico
Em 1972, três anos antes de Angola se tornar independente, Albina Africano começou a estudar química, na então Universidade de Luanda. Por conta da guerra, somente conseguiu licenciar-se em química em 1982, já pela Universidade Agostinho Neto.
Especializou-se nas ciências da produção de petróleo, incluindo intercâmbios e estágios em Antuérpia (1984), no Instituto Francês do Petróleo - Novas Energias (1987) e no Instituto para Estudos de Energia da Universidade de Oxford (1989).

### Carreira profissional
Antes de concluir seus estudos, Albina Africano trabalhou como professora primária (1968-1975), e; após a independência, em 1976, juntou-se às fileiras do Movimento Popular de Libertação de Angola (MPLA), tornando-se diretora do departamento de análises no Laboratório Nacional de Análises Químicas em Angola, onde permaneceu até 1983.
Albina Africano juntou-se, ainda em 1983, à Fina Petróleos de Angola (Petrangol; atual Sonangol Refinaria de Luanda), onde trabalhou durante dois anos como química, antes de ser promovida a diretora-adjunta do departamento de refinaria da Petrangol/Total em Angola (1985-1991).
De agosto de 1991 a dezembro de 1992 foi membro do conselho da petroleira estatal Sonangol. Em 1992 Angola realizou as suas primeiras eleições multipartidárias, e Albina Africano foi chamada pelo governo para chefiar a Sonangol, numa tentativa de dar visão mercadológica à estatal, dado sua experiência na iniciativa privada. Chefiou a empresa até 1999.
Serviu, após a experiência na Sonangol, como Ministra do Petróleo e Ministra da Indústria, antes de se tornar Assessora Especial da Presidência para os Assuntos Regionais.
Entre 2004 e 2005 e 2010 e 2012 foi presidente da Confederação Empresarial da Comunidade dos Países de Língua Portuguesa.
Trabalhou ainda como Comissária-Geral do Pavilhão de Angola na Exposição Universal de 2015, em Milão, sendo depois eleita Presidente do Comitê Diretivo do Colégio de Comissários Gerais da Expo Milão 2015. No mesmo ano tornou-se presidente do Banco Alimentar de Angola.